# Разные люди (группа)
Не следует путать с группой из Новгорода «Грамм по двести» («ГПД»)
«Разные Люди» — украинская и российская рок-группа. Лидер-вокалистом группы и автором большинства песен является Александр Чернецкий. Группа образовалась в Харькове в 1980-е годы как «ГПД» (аббревиатура расшифровывалась либо как «Группа продлённого дня», либо как «Городской психдиспансер», со слов Чернецкого известно, что существовали такие объяснения, как «Гнилое положение дел», «Господи, помоги дебилам», а также таллинская газета перед фестивалем 1988 г. придумала совершенно абсурдное — «Гласность. Перестройка. Демократия»), в 1989 переименована в «Разные люди». В 1999 году Александр Чернецкий переехал в Санкт-Петербург, где группа была воссоздана в новом составе.
В петербургском воплощении «Разные Люди» — это своеобразная «супергруппа». В современный состав входят: Павел Борисов (экс-«ДДТ», Электрические партизаны), Михаил Нефёдов (экс-«Алиса», Электрические партизаны), Дмитрий Ковалёв (экс-Электрические партизаны), Игорь Ойстрах (экс-«Умка и Броневик»). Сергей Чиграков («Чиж») был участником группы в 1989—1994 годах и постоянно сотрудничает с группой во время записи альбомов. В предыдущие составы входили Борис Шавейников («АукцЫон»), Наиль Кадыров (экс-«Зоопарк», экс-«Трилистник»), Юрий Николаев (экс-«Трилистник», экс-«Аквариум»), Александр Гордеев (экс-«Король и Шут»), Андрей Васильев (экс-«ДДТ»), Максим Зорин (экс-Электрические партизаны), Вадим Курылёв  (экс-«ДДТ»).

## История

### «ГПД»
В 1980 году в Харькове образовалась студенческая группа «Хронос» в составе Олег Клименко (p. 23 июня 1962; гитара, вокал), Владимир Кирилин (ударные) и Евгений Обрывченко (клавишные). Группа участвовала в разных проектах с другими харьковскими музыкантами, а осенью 1981 года выступила на фестивале АзИСИ-81 в Баку. В январе 1987 года к группе присоединился Павел Михайленко (бас-гитара, вокал), игравший до этого в группах «Мост» и «Шок», и коллектив стал работать под названием «Группа Продлённого Дня», исполняя преимущественно материал Михайленко.
Когда летом 1987 года к «ГПД» присоединился Александр Чернецкий, Павел заметил, что Александр «намного ярче» его самого, однако в группе не появилось ни расколов, ни творческой ревности.
В апреле 1988 года на 2-м Горьковском рок-фестивале группа знакомится с одноимённым коллективом «ГПД» из Дзержинска, в котором играет Сергей Чиграков.
В мае 1988 года «ГПД» выступает на фестивале Ростовского рок-клуба РОК-707.
10 июня 1988 года выступлением харьковской «ГПД» завершается VI Ленинградский рок-фестиваль, а две недели спустя 26 июня группа производит фурор на таллинском фестивале «Концерты русского рока» и неожиданно распадается. «ГПД» ещё снимаются в ноябре 1988 года в Ленинграде в фильме Сергея Овчарова «Оно» (по произведению Михаила Салтыкова-Щедрина), но концертов больше не дают, в связи с резким ухудшением здоровья Александра Чернецкого.

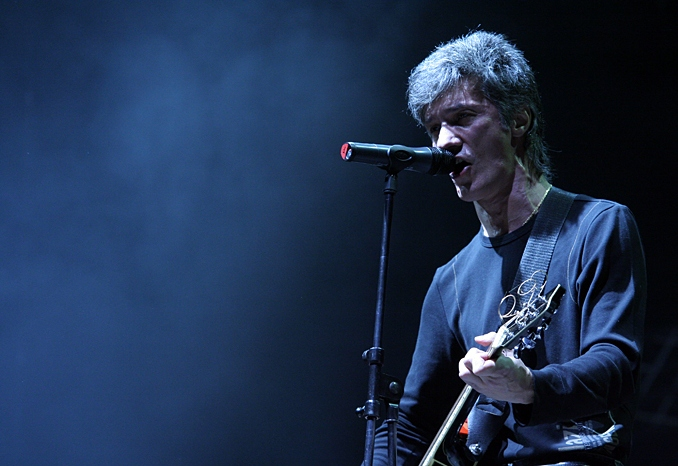
Александр Чернецкий

### «Разные Люди»
В 1989 группу «ГПД» покидают ударник и клавишник. В обновлённый состав входят Алексей Сечкин (ударные) и приглашённый из Дзержинска Сергей Чиграков (вокал/бэк-вокал и множество инструментов: гитара, аккордеон, клавишные, рояль, губная гармоника, бас-гитара, мандолина, перкуссия). Тогда же название группы меняется на «Разные Люди».
Группа «Разные Люди» посещает Москву, где записывает свой дебютный альбом, названный «Дезертиры любви».
В 1989 году состав группы был таким: Александр Чернецкий — вокал, акустическая гитара; Сергей Чиграков — вокал, аккордеон, клавишные; Павел Михайленко — бас, вокал; Олег Клименко — гитара, бэк-вокал; Алексей Сечкин — барабаны, бэк-вокал.
Дебютировав в сентябре 1989 года на питерском фестивале журнала «Аврора», куда группу привез её тогдашний директор Юрий Сакаев, «Разные Люди» произвели сенсацию. Чернецкий и Чиграков как будто соревновались в сочинении хитов. Группа играла слаженно и мощно.
В юношестве Александр Чернецкий профессионально занимался футболом, где получил тяжелую травму спины, которая переросла в болезнь Бехтерева. Рок-н-ролл Александр бросить не мог. Очень скоро появились осложнения. За короткий срок Чернецкий стал инвалидом, но сдаваться не стал. Борясь с болью, он продолжал выступать с группой, выходя на сцену на костылях, писал новые песни. Вскоре играть концерты Чернецкий не мог уже физически. Болезнь Бехтерева приковала его к постели. Временно место вокалиста и автора песен в группе «Разные Люди» занял Сергей Чиграков.
В 1990 году при помощи друзей Чернецкий записал магнитоальбом «Мазохизм», название которого говорит само за себя. Для этого к дому Александра подогнали передвижную звукозаписывающую студию «Останкино». Чернецкий пел и играл, не вставая с постели.
В мае 1991 года известные группы питерского и харьковского рок-клубов провели ряд концертов в поддержку Александра Чернецкого. Собранные деньги пошли на проведение операции в ведущей ортопедической клинике Петербурга.
С августа 1991 года по декабрь 1992 года Александр перенес несколько операций по эндопротезированию тазобедренных суставов экспериментальными эндопротезами, изобретенными ленинградским инженером Владимиром Николаевичем Киселевым. Данные протезы не имеют аналогов в мире и по сей день. Операции в Петербургской больнице Святого Георгия провел ведущий хирург Геннадий Львович Плоткин.
В 1992 году Александру стало лучше. Передвигался он по-прежнему с трудом, но уже готовился выступать с группой. В этот период было два вокалиста: Александр Чернецкий и Сергей Чиграков. Записаны альбомы «Бит» и «Буги-Харьков» (на втором Чернецкий не участвовал).
В мае 1992 года Александр вернулся на сцену, но баланс сил уже был нарушен: публика, привыкшая к песням Чигракова, уже не так воспринимала песни Чернецкого. В Киеве создается альбом, который назвали «1992».
25 декабря 1993 года группа дает концерт в Москве в клубе «Бункер», где исполняются хиты, как Чернецкого, так и Чигракова.
В 1994 году Чиграков переезжает в Санкт-Петербург, а Чернецкий остается со своей группой на родине. Что интересно, никаких перемен в составе за период болезни Чернецкого не произошло. «Разные Люди» активно приступили к работе. Но вскоре после Чигракова коллектив покинул Сечкин. В этом же году за одну ночь записывается «Насрать!» в Москве, организатором записи стал Алексей Марков, вместо Сечкина на ударных сидел Лев Худошин (экс-ансамбли Юрия Богатикова, Александра Малинина, впоследствии — группа «Дочь Монро и Кеннеди»).
Осенью 1996 года «Разные Люди» на студии «ДДТ» записывается альбом «Не было».
В 1999 году Олег Клименко и Павел Михайленко покидают группу. Харьковская жизнь «Разных Людей» подходит к своему завершению.

### Петербургский период
В конце 1999 года Чернецкий, не имеющий в Харькове никаких средств, по приглашению друзей переезжает в Петербург. С этого момента начался второй этап жизни «Разных Людей». Чиграков помогает Чернецкому в музыкальной деятельности, подыгрывает на гитаре на концертах и в студии. Он также приводит в группу новых музыкантов: барабанщика Бориса Шавейникова («Аукцыон»), гитариста Андрея Васильева (экс-«ДДТ») и басиста Наиля Кадырова (экс-«Зоопарк»). Александр Гордеев (директор группы «Король и Шут») подыгрывает «Разным Людям» на губной гармошке.
В мае 2000 года «Разные Люди» выступают на концерте памяти Майка Науменко. Записывается альбом Comeback, вышедший под шапкой «Чернецкий & Чиж». В том же году переиздаётся часть архива «ГПД» и некоторые альбомы «Разных Людей».
В 2001 году «Разные Люди» участвовали в ежегодном летнем рок-фестивале «Окна открой» на стадионе им. Кирова, гастролировали по стране, ближнему зарубежью, выезжали в США и Израиль. Если концерты «Аукцыона» совпадали с концертами «Разных Людей», Шавейникова подменял Владимир Нестриженко («Red Poppies», «С. О. К.», позже «…и друг мой грузовик»)
Летом 2001 года группа «Разные Люди» при участии Чигракова работает над записью пластинки «Superбизоны» (Субмарина, Superбизоны и др.). Звукорежиссёром являлся Юрий Морозов, работавший на Петербургской студии грамзаписи.
В июне 2003 года Гордеев открывает клуб «Старый дом», который стал одной из самых популярных в Питере концертных площадок. В декабре там прошла презентация альбома группы «911» (издан фирмой «АиБ Рекордз»), а месяцем раньше — трибьют Борису Гребенщикову «Небо/Земля», где «Разные люди» исполнили свою версию песни «Немое кино».
5 ноября 2004 года «Разные Люди» отметили своё пятнадцатилетие, а также выступают на юбилейном концерте «Чиж и Ко».
Весной 2005 ушёл Гордеев, который уволился из «Короля и Шута», закрыл клуб и переехал в Москву. В том же году «Разные Люди» и «Чиж & Co» записали альбом «44».
С 2003 по 2007 годы Шавейникова иногда заменяет Юрий Николаев, одновременно играющий в группе «Sweet Little 60s».
В январе 2007 года группу покидает басист Наиль Кадыров, его место занимает Вадим Курылёв (экс-«ДДТ», «Электрические партизаны»), а место за ударной установкой занимает Михаил Нефёдов (экс-«Алиса»).
В 2008 году вышел альбом «Дороги». Александр Чернецкий признавался, что новые песни у него пишутся не так часто, как раньше. Изначально он хотел записать только новый материал, не обращаясь к наследию харьковских времён. Вышло в результате по-иному. Чернецкий только ярче, точнее, выразил то, о чём поёт уже лет двадцать. Сами песни стали воспринимаются более ясно, потому что они не перегружены рваными синкопированными риффами и излишне «улётными» гитарными запилами, они прямолинейные и чаще всего спрятаны за общим инструментальным шквалом. Такой подход в большой степени шёл от пришедшего в группу Вадима Курылёва, который в студии не ограничился игрой на бас-гитаре, а записал и многие гитарные партии, а также сыграл на клавишных и блок-флейте. В числе удачных треки «Дороги», «Год», «Песня взрослого человека», «15 ножевых», «Земляничные поляны», «Моей девочке 10 лет».
С весны по осень 2010 года, в связи с болезнью Вадима Курылёва, на время басистом становится Максим Зорин.
В январе 2011 года к группе присоединяется Игорь Ойстрах — губная гармоника (экс-«Умка и Броневичок»).
8 июня 2012 года в Санкт-петербургском клубе «Money Honey» и 27 июля в московском «Mezzo Forte» группа исполнила песни из нового альбома, запись которого началась 1 ноября.
На весну 2013 года назначен релиз юбилейного собрания из 10 CD mp3 «Александр Чернецкий. Чёрный ворон — я не твой! (1982—2012)». Акция была продлена до 1 октября.
После 16 ноября 2012 года, отыграв последний раз в «Mezzo Forte», группу в связи с отъездом на новое место жительства, в Израиль, покинул гитарист Андрей Васильев. Песня «Здесь Андрей Васильев» была записана на петербургской студии «Виртуозы Вселенной» (звукорежиссёр — Сергей Васильев) в 2009 году к его юбилею Вадимом Курылёвым.
Альбом «Чернец», названный по предложению Вадима Курылёва, был презентован группой 26 апреля 2013 года в «Mezzo Forte», Москва. В произведение вошли новые песни, написанные с 1 марта по 1 сентября 2012 года, за исключением «Страны», исполнявшейся на концертах с 2008 года. Чернецкий намеренно отказался от включения в альбом старых, но малоизвестных песен. По его мнению, они совершенно из другой эпохи, и поэтому не годятся для этой пластинки. Запись производилась на студии «Аннастасия», звукорежиссёр — Александр Карнишов, как и на предыдущем альбоме «Дороги». В создании, кроме Александра Чернецкого, автора песен, принимали участие: Вадим Курылёв, сыгравший не только на басу, но и на гитарах, органоле и гармонике, гитарист Андрей «Худой» Васильев, успевший записать свои партии до иммиграции в Израиль, Сергей «Чиж» Чиграков — гитара, клавиши, барабанщик Михаил Нефёдов, саксофонист Михаил «Дядя Миша» Чернов, трубач Иван «Дядя Ваня» Васильев и тромбонист Антон Вишняков из «ДДТ».
10 октября 2013 года было объявлено, что началась подготовка Антологии «Разные Люди», «ГПД», «Рок-фанат», «Карбонарии» 1982—2013 на 101 CD. Собрание будет издаваться постепенно в течение полутора лет и составит 3 тома: «Студия», «Электричество» и «Акустика». Выпускающий лейбл — «Отделение Выход». I том планировалось выпустить в начале декабря 2013 года. Однако издание появилось в апреле 2014 года. Это 21 CD со студийными альбомами, включая 6 ранее не издававшихся, двух буклетов по 40 и 44 страницы и коробки. Тираж ограниченный — 500 экземпляров.
9 ноября 2013 года группа выступила в Киеве на Майдане в рамках концерта, посвящённого 70-летию освобождения Киева от нацистской Германии.
25-летие коллектива в 2014 году отмечается концертами с участием двух составов: харьковский — Павел Михайленко (бас), Олег Клименко (гитара), Алексей Сечкин (ударные), Александр Чернецкий (вокал);
питерский — Александр Чернецкий (вокал), Вадим Курылёв (гитара), Андрей Васильев (гитара), Павел Борисов (бас), Михаил Нефёдов (ударные). В петербургском клубе «Зал Ожидания» 9 апреля 2014 года специальными гостями на празднике были Юрий Шевчук, группы «Ангел НеБес» и «Ливень».
Планируемый концерт 19 сентября 2014 года, в ККЗ «Украина», в Харькове, был отменен в связи с возможностью провокаций «Правого сектора» и перенесен на 2015 год. По этой причине, выступление «Разных людей» прошло 21 сентября в Центре Молодёжных Инициатив (бывший ДК «Строитель») в Белгороде. Концерт длился без антракта более трёх часов. В первой части играла группа «Шок» (Паша Павлов, г. Харьков). Главное выступление состоялось 16 ноября 2014 года в клубе «16 Тонн», в Москве. В первом отделении играл петербургский состав, во втором — харьковский, между ними пел Виталий Кацабашвили.
Второй том издания антологии группы состоит из 20 двойных диджипаков (40 CD) и буклета. В него вошли концертные записи, радио и теле эфиры, интервью групп «ГПД» и «Разные Люди» за период с 1987 по 2014 годы. Издатель также Отделение «Выход».
В 2016 году Александр Чернецкий организует благотворительный рок-фестиваль «Разные Люди» —  #Рок -музыканты помогают детям», вместе с Андреем Макаревичем, Юрием Шевчуком, Борисом Гребенщиковым, Михаилом Ефремовым, Никитой Высоцким и многими известными музыкантами и актёрами в помощь тяжелобольным детям из Украины и России. 25 мая 2016 года состоялся концерт в «Stadium Live» (Москва) при участии групп «ДДТ», «Машина времени», «Чиж & Co», «Братья Карамазовы», «Разные люди» и «СерьГа».
В начале 2017 года был зарегистрирован благотворительный фонд «Разные Люди — Рок-музыканты помогают детям», организованный Игорем Ойстрахом и Александром Чернецким. С участием известных российских исполнителей прошли совместные концерты в Москве и Санкт-Петербурге.
2 июня 2019 года «Разные Люди» отметили 30-летний юбилей в питерском клубе «Аврора» большим концертом в четырёх составах, включая музыкантов из Харькова, Израиля и США. 
В феврале 2022 года место гитариста в группе занимает Дмитрий Ковалёв (экс-«Электрические партизаны»), вместо ушедшего Вадима Курылёва.

## Состав
На 2023 год состав группы следующий:
- Александр Чернецкий — вокал, акустическая гитара, электрогитара;
- Павел Борисов — бас-гитара;
- Михаил Нефёдов — ударные;
- Игорь Ойстрах — губная гармоника;
- Дмитрий Ковалёв — гитара, бэк-вокал.

## Дискография
Студийные альбомы:
- 1989 — Дезертиры любви
- 1990 — Мазохизм
- 1991 — Бит
- 1992 — 1992
- 1994 — Насрать!
- 1996 — Не было
- 1998 — Потерянный альбом
- 2000 — Comeback
- 2001 — Superбизоны
- 2003 — 911
- 2004 — Акустика
- 2008 — Дороги
- 2013 — Чернец
- 2023 — Справедливость

Концертные альбомы:
- 1993 — Live 1993 (концертная запись, Москва)
- 1997 — Живая коллекция (концерт на телевидении, организованный продюсерской фирмой «Медиастар Продакшн» и студией «МиксМедиа» совместно со «Студией Союз» по заказу ВГТРК)
- 2001 — Comeback in America
- 2012 — Разные люди в Америке (The Last Day Saloon, San Francisco, Feb 03 2001)[20]
- 2012 — Разные люди и Чиж & Co — Один день вместе
- 2018 — Разные люди и Чиж & Co — Чернецкому — 50!

Сборники
- 2001 — Flashback
- 2003 — Звёздная серия
- 2004 — Разные песни
- 2006 — Неизданное

Антологии
- 2004 — Антология 1987—1997
- 2007 — Антология 2000—2006
- 2014 — Чёрный ворон — я не твой! Том I. Студия
- 2015 — Чёрный ворон — я не твой! Том II. Электричество

Трибьюты и совместные альбомы
- 1991 — Буги-Харьков
- 1993 — Тихий парад (Cибирь Рекордс, 1 песня)[21]
- 1998 — Живая коллекция. 20 живых хитов
- 2001 — Гражданская оборона. Трибьют. Часть 1
- 2001 — Наши в городе. Том I
- 2002 — Ты пригласи меня на анашу. Музыка покинутых дворов и парадных (приложение к журналу FUZZ)
- 2003 — Крылья. Фестиваль русского рока
- 2003 — Русский рок-н-ролл 1985—2003 (приложение к журналам Салон AV и АвтоЗвук)
- 2003 — Трибьют Бориса Гребенщикова. Небо и земля. Часть 1. Небо
- 2004 — Рок обзор
- 2004 — Рок-н-ролл надувает наши паруса
- 2005 — Андрей Петров XXI века. Коктейль для композитора
- 2005 — Без меня не остановятся часы (памяти основателя фестиваля Rock-Line Олега Новосёлова)
- 2005 — Живой Маяковский
- 2005 — Наивные песни. A Tribute To Наив
- 2005 — Незабытые легенды (приложение к журналу АвтоЗвук)
- 2005 — 44 («Чиж & Co» и «Разные люди»)
- 2006 — Блюз FM. Слезы души
- 2006 — Из PUNK’та А в PUNK’т Б (приложение к журналу AudioVideo)
- 2006 — Мы Победили. Великой победе посвящается
- 2012 — Лимonoff
- 2017 — Последний день. Памяти друзей
- 2017 — Рок-музыканты помогают детям
- 2019 — Калинов Мост — Tribute 2
- 2019 — Полковник. Трибьют[22]

## Видеография

### Видеоклипы
- 1990 — Ворон
- 1990 — Отчизна
- 2003 — SuperБизоны
- 2003 — 911
- 2004 — Никогда не вернусь
- 2004 — Жизнь
- 2005 — UZI
- 2006 — Нехватка
- 2006 — Водка
- 2010 — Молодой капитан
- 2011 — Песня взрослого человека
- 2012 — Страна

### DVD и Blu-Ray
Выпускающий лейбл — Разные люди, кроме указанных особо. Авторинг и монтаж большинства DVD и Blu-ray — Александр Чернецкий.
- 2001 — Живая коллекция (Moroz Records, Медиастар)
- 2004 — Запись программы Земля-Воздух. 2002
- 2004 — Запись программы Чистый звук на 5-м канале. 2004
- 2005 — В одном концерте
- 2006 — Разные Люди / Чернецкий Александр «Акустика в Нью-Йорке. 2005»
- 2006 — Антология 1987—1997. Видеоприложение
- 2006 — «В движении» (клипы 2003—2006)
- 2007 — Концерт в «Red Club» 12.01.2007
- 2007 — В Америке (концерт в Нью-Йорке)
- 2008 — XX лет рок-н-ролла (Разные Люди, АнТроп)
- 2009 — 33 1/3. Концерт с Иваном Васильевым («Орландина», 15.01.09)
- 2009 — Группа Продленного Дня (ГПД) — VI Ленинградский рок-фестиваль. Зимний стадион. 10.06.1988 (Выргород)
- 2009 — Разные Люди / Чернецкий и Акимов «Концерт с виолончелью»
- 2010 — Калифорнийские Разные Люди
- 2010 — Рок-Фестивали
- 2010 — Презентация LP «1992» + Программа «А». Благотворительный концерт «Помощь Саше Чернецкому»
- 2010 — Презентация альбома «Дороги» (День первый. Vol.2. «Mezzo Forte», 24.10.08)
- 2010 — Презентация альбома «Дороги», «Трамплин» (Москва). День 2-й, 25.10.2008
- 2010 — В программе «Антропология» + Презентация альбома «Чернецкий & Чиж. Comeback», 23.11.2000
- 2010 — В программе «Земля — Воздух», 13.12.2002
- 2010 — TV-эфиры. Видеоклипы
- 2010 — В программе «Чистый звук», Санкт-Петербург
- 2010 — В программе «В Нью-Йорке с Виктором Топаллером». В программе «Чужая кухня»
- 2010 — Фестиваль «Красное на Чёрном» (29.05.10, Харьков, клуб «Жара»)
- 2011 — В программе «Рождённые в СССР» (NOCTALЬГИЯ,12.01.11)
- 2011 — Зал Ожидания. Санкт-Петербург, 21.01.2011. День Рождения Александра Чернецкого и Михаила Нефёдова
- 2011 — «Нашествие — 2011», «Окна Открой! — 2011». Сборник 1991—2011
- 2011 — Презентация LP «1992» К/кз «Украина», Харьков, 3.09.93
- 2011 — 15-летие группы — Концерт в золотом составе «Один день вместе» Харьков, «Апельсин» 29.05.2005
- 2011 — «50+45 Юбилейный концерт» ЦМИ г. Белгород 7.10.2011
- 2011 — Разные Люди — Александр Чернецкий Live in OLIV.E (DVD и Blu-Ray)
- 2011 — Юбилей в «Mezzo Forte» 22.01.11. День Рождения Александра Чернецкого и Михаила Нефёдова (Отделение Выход, 2012) (DVD и Blu-Ray)
- 2012 — 23 февраля День Советской Армии и Военно-Морского Флота
- 2012 — Разные Люди в Америке (Wetlands, New York City, Jan 28 2001) (Геометрия, 2012)
- 2012 — Фестивали. Лето 2012
- 2012 — Концерт в пожарке. Москва 19.04.12 Пожарная часть № 50
- 2013 — Клуб «Jazzter» (Харьков) 13.10.12
- 2013 — Клуб Da Da (Санкт-Петербург) 13.04.2013
- 2014 — «Разные Люди» — 25 лет! Санкт-Петербург, клуб «Зал Ожидания», 9 апреля 2014 года (DVD и Blu-Ray)
- 2014 — «Разные Люди» — 25 лет! Москва, клуб «Меццо Форте», 11 апреля 2014 года (DVD и Blu-Ray)
- 2015 — «Разные Люди» — 25 лет! Юбилейный концерт в платиновом составе. Белгород, ЦМИ, 21.09.2014 (DVD и Blu-Ray)
- 2018 — «Чернецкому — 50! Разные Люди, Чиж & Co, Декабрь». Aurora Concert Hall, 17 января 2016 года (DVD и Blu-Ray)